# Kausalitet
 Denne artikel bør gennemlæses af en person med fagkendskab for at sikre den faglige korrekthed.

Kausalitet (af latin: "causa") er det at angå eller rumme årsagen til noget, eller sagt på en anden måde: forholdet mellem årsag og virkning. 
Naturvidenskaben har siden oldtiden søgt at fastslå kausalforklaringer eller lovmæssigheder, der kan anvendes til at forklare det observerede og komme med forudsigelser med en tilfredsstillende sikkerhed. En årsag er det samme som en grund eller et grundlag. Filosofisk diskuterer man om årsager er fastlagt af skæbnen eller om mennesker har fri vilje.
Det er en vigtig evne hos intelligente væsener at være i stand til at fatte sammenhængen mellem årsag og virkning. Det er nødvendigt for at kunne tillære sig hensigtsmæssige reaktioner og til planlægning af fremtidige handlinger, men også omvendt hvis man står i en uønsket situation, at man gør sig bevidst hvilken årsag der har skabt situation så man fremover kan ændre sin adfærd og dermed ikke komme i samme situation igen. 
Kausalitet bruges i samfundsvidenskabelige evalueringer som sammenhængen mellem en intervention/program og den opnåede effekt.

## Juridisk betydning
Kausalitet er især brugt i erstatningsretten, hvor det er en betingelse, at der er årsagsforbindelse mellem skadevolderens handling og den indtrådte skade, for at skadevolderen kan blive erstatningsansvarlig. 
Er der fastslået, at der foreligger culpa, er det næste spørgsmål, om den skade, der er sket, er følge af den culpøse handling. Dette kaldes kausalitet. Altså spørgsmålet, om handlingen har forårsaget skaden.
Det kan også vendes om, så man spørger: var skaden sket, hvis jeg ikke havde foretaget min handling? Hvis det var sket alligevel, er der ikke kausalitet; skaden er ikke en følge af min handling.
For at der er erstatningsansvar skal skaden endvidere være en påregnelig følge af den skadevoldende handling (adækvans).
| Naturvidenskab | Spire Denne naturvidenskabsartikel er en spire som bør udbygges. Du er velkommen til at hjælpe Wikipedia ved at udvide den. |

| Jura | Spire Denne juraartikel er en spire som bør udbygges. Du er velkommen til at hjælpe Wikipedia ved at udvide den. |